# Бутешть (Могош, Алба)
Бутешть, Бутешті (рум. Butești) — село у повіті Алба в Румунії. Входить до складу комуни Могош.
Село розташоване на відстані 298 км на північний захід від Бухареста, 30 км на північний захід від Алба-Юлії, 56 км на південь від Клуж-Напоки.

## Населення
За даними перепису населення 2002 року у селі проживали 35 осіб, усі — румуни. Усі жителі села рідною мовою назвали румунську.